# Reeve Frosler
Reeve Frosler (Port Elizabeth, 11 januari 1998) is een Zuid-Afrikaans voetballer die doorgaans speelt als rechtsback. In januari 2019 verruilde hij Bidvest Wits voor Kaizer Chiefs. Frosler maakte in 2018 zijn debuut in het Zuid-Afrikaans voetbalelftal.

## Clubcarrière
Frosler doorliep de jeugdopleiding van Bidvest Wits en brak ook door bij die club. Op 7 maart 2017 maakte de verdediger zijn debuut in het eerste elftal. Op die dag werd met 0–0 gelijkgespeeld tegen Chippa United. Frosler mocht in de basis starten en hij speelde het gehele duel mee. In zijn eerste seizoen kroonde Frosler zich met Bidvest Wits tot landskampioen. Zijn eerste doelpunt volgde op 23 augustus 2017, tijdens een gelijkspel tegen Free State Stars (2–2). Tijdens dit duel tekende hij acht minuten voor het einde van de wedstrijd voor de 1–2. In januari 2019 maakte Frosler de overstap naar Kaizer Chiefs, waar hij tot medio 2022 tekende. In februari 2022 verlengde Frosler zijn verbintenis, die een halfjaar later zou aflopen, met drie seizoenen tot medio 2025.

## Clubstatistieken
| Seizoen | Club          | Competitie | Competitie | Competitie | Beker | Beker | Internationaal | Internationaal | Totaal | Totaal |
| Seizoen | Club          | Competitie | Wed.       | Dlp.       | Wed.  | Dlp.  | Wed.           | Dlp.           | Wed.   | Dlp.   |
| ------- | ------------- | ---------- | ---------- | ---------- | ----- | ----- | -------------- | -------------- | ------ | ------ |
| 2016/17 | Bidvest Wits  | PSL        | 11         | 0          | 3     | 0     | —              | —              | 14     | 0      |
| 2017/18 | Bidvest Wits  | PSL        | 16         | 1          | 3     | 0     | —              | —              | 19     | 1      |
| 2018/19 | Bidvest Wits  | PSL        | 0          | 0          | 0     | 0     | —              | —              | 0      | 0      |
| 2018/19 | Kaizer Chiefs | PSL        | 3          | 0          | 1     | 0     | —              | —              | 4      | 0      |
| 2019/20 | Kaizer Chiefs | PSL        | 23         | 0          | 3     | 0     | —              | —              | 26     | 0      |
| 2020/21 | Kaizer Chiefs | PSL        | 20         | 1          | 3     | 0     | 11             | 0              | 34     | 1      |
| 2021/22 | Kaizer Chiefs | PSL        | 22         | 1          | 2     | 0     | —              | —              | 24     | 1      |
| 2022/23 | Kaizer Chiefs | PSL        | 20         | 0          | 4     | 0     | —              | —              | 24     | 0      |
| 2023/24 | Kaizer Chiefs | PSL        | 21         | 0          | 4     | 0     | —              | —              | 25     | 0      |
| 2024/25 | Kaizer Chiefs | PSL        | 16         | 0          | 5     | 0     | —              | —              | 21     | 0      |
| Totaal  | Totaal        | Totaal     | 152        | 3          | 28    | 0     | 11             | 0              | 191    | 3      |

Bijgewerkt op 18 juni 2025.

## Interlandcarrière
Frosler maakte zijn debuut in het Zuid-Afrikaans voetbalelftal op 21 maart 2018, toen met 1–1 gelijkgespeeld werd tegen Angola. Djalma Campos zette dat land op voorsprong en Lebo Mothiba maakte uiteindelijk gelijk. Frosler mocht van bondscoach Stuart Baxter in de basis beginnen en hij speelde het gehele duel mee. De andere debutanten dit duel waren Mothiba (Lille) en Siphesihle Ndlovu (Maritzburg United).
| Interlands van Reeve Frosler voor Zuid-Afrika | Interlands van Reeve Frosler voor Zuid-Afrika | Interlands van Reeve Frosler voor Zuid-Afrika | Interlands van Reeve Frosler voor Zuid-Afrika | Interlands van Reeve Frosler voor Zuid-Afrika | Interlands van Reeve Frosler voor Zuid-Afrika | Interlands van Reeve Frosler voor Zuid-Afrika |
| №                                             | Datum                                         | Wedstrijd                                     | Uitslag                                       | Competitie                                    | Goals                                         |                                               |
| Als speler bij Bidvest Wits                   | Als speler bij Bidvest Wits                   | Als speler bij Bidvest Wits                   | Als speler bij Bidvest Wits                   | Als speler bij Bidvest Wits                   | Als speler bij Bidvest Wits                   | Als speler bij Bidvest Wits                   |
| --------------------------------------------- | --------------------------------------------- | --------------------------------------------- | --------------------------------------------- | --------------------------------------------- | --------------------------------------------- | --------------------------------------------- |
| 1                                             | 21 maart 2018                                 | Zuid-Afrika – Angola                          | 1 – 1                                         | Vriendschappelijk                             |                                               |                                               |
| Als speler bij Kaizer Chiefs                  |                                               |                                               |                                               |                                               |                                               |                                               |
| 2                                             | 2 juni 2019                                   | Zuid-Afrika – Botswana                        | 2 – 2                                         | COSAFA Cup 2019                               |                                               |                                               |
| 3                                             | 7 juni 2019                                   | Zuid-Afrika – Malawi                          | 0 – 0                                         | COSAFA Cup 2019                               |                                               |                                               |
| 4                                             | 11 oktober 2020                               | Zuid-Afrika – Zambia                          | 1 – 2                                         | Vriendschappelijk                             |                                               |                                               |

Bijgewerkt op 18 juni 2025.

## Erelijst
| PSL         | 1 | 2016/17 |
| Nedbank Cup | 1 | 2017/18 |